# Anna Augustynowicz
Anna Augustynowicz (* 1. April 1959 in Dębica) ist eine polnische Theaterregisseurin und seit 1992 Künstlerische Leiterin des Teatr Współczesny in Stettin.

## Leben
Augustynowicz studierte Theaterwissenschaften an der Jagiellonen-Universität sowie Regie an der Staatlichen Theaterhochschule in Krakau und schloss ihr Studium 1989 ab. Sie war eine Schülerin von Krystian Lupa. Schon in ihrer Studienzeit erlebte sie den ersten großen Erfolg mit ihrem Regiedebüt Życie Wewnętrzne von Marek Koterski im Jahre 1989 im Theater in Kalisz. 1992 wurde sie Künstlerische Leiterin des Teatr Współczesny in Stettin. Im selben Jahr eröffnete sie innerhalb des Theaters die Bühne Malarnia (Malersaal), auf der experimentelle kleine Inszenierungen aufgeführt werden. Anna Augustynowicz gehört zu den angesehensten Theaterregisseuren der jüngeren polnischen Theatermachergeneration und wurde vielfach für ihre Arbeit ausgezeichnet.

## Regie (Auswahl)
- 1991: Iwona, księżniczka Burgunda von Witold Gombrowicz
- 1997: Moja wątroba jest bez sensu albo zagłada ludu (Volksvernichtung oder Meine Leber ist sinnlos) von Werner Schwab
- 1998: Balladyna von Juliusz Słowacki
- 2002: Polaroidy (Some Explicit Polaroids) von Mark Ravenhill
- 2002: Mąż i żona von Aleksander Fredro
- 2003: Komiczna siła (Comic Potential) von Alan Ayckbourn
- 2004: Powrót na pustynię (Rückkehr in die Wüste) von Bernard-Marie Koltès
- 2005: Napis (L’Inscription) von Gérald Sibleyras
- 2007: Wesele von Stanisław Wyspiański
- 2010: Getsemani (Gethsemane) von David Hare
- 2014: Męczennicy (Märtyrer) von Marius von Mayenburg
- 2016: Burza (Der Sturm) von William Shakespeare
- 2016: Ślub von Witold Gombrowicz

## Auszeichnungen (Auswahl)
- 1998: Paszport Polityki in der Kategorie Theater
- 2005: Gloria-Artis-Silbermedaille für kulturelle Verdienste
- 2014: Zygmunt-Hübner-Preis
- 2014: Ritterkreuz Polonia Restituta